# Wieża ciśnień w Kępnie
Wieża ciśnień w Kepnie – wieża ciśnień znajdująca się przy ulicy Wrocławskiej w Kępnie w województwie wielkopolskim.

## Historia
Wieża o wysokości 42,5 metra, a także stojące w sąsiedztwie przepompownia, stacja uzdatniania wody i budynki administracyjno-mieszkalne, zostały wzniesione w latach 1903-1904. Eklektyczna forma obiektów nawiązywała do kilku stylów: romanizmu, gotyku, baroku, a detale snycerki były secesyjne. Sama wieża to przede wszystkim budowla neogotycka i neoromańska, kryta dachówką ceramiczną, zwieńczona latarnią. Pomieszczenie na górze mieściło dawniej nitowany, stalowy zbiornik wodny, a niżej umieszczono instalację odżelaziania wody. Trzon wieży posiadał dobudowaną klatkę schodową w osobnej wieżyczce. 

## Adaptacja
W 1995 obiekty wyłączono z użycia. W latach 2002–2005 przeprowadzono kompleksowe prace renowacyjne z adaptacją przez Wodociągi Kępińskie na wieżę widokową. Wprowadzono wówczas m.in. zupełnie nową komunikację pionową w trzonie obiektu. 

## Nagroda
W 2007 wieża zdobyła nagrodę Generalnego Konserwatora Zabytków Zabytek Zadbany w kategorii "Zabytki dziedzictwa przemysłowego".